# Dinattus
Dinattus là một chi nhện trong họ Salticidae.